# Prix Kalai
Pour les articles homonymes, voir Kalai (homonymie).
Le prix Kalai ou prix en théorie des jeux et en informatique en l'honneur d'Ehud Kalai est un prix scientifique remis par la Société de théorie des jeux. Le prix est attribué pour des articles remarquables à l'interface de la théorie des jeux et de l'informatique. Suivant les règles d'admissibilité du prix Gödel, la préférence est donnée à des auteurs qui ont 45 ans ou moins au moment de l'attribution. Il a été créé en 2008 par un don de Yoav Shoham en l'honneur des contributions d'Ehud Kalai dans le rapprochement de ces deux domaines.

## Lauréats
| Année | Lauréats                                                        | Article |
| ----- | --------------------------------------------------------------- | --- |
| 2008  | Constantinos Daskalakis Paul W. Goldberg Christos Papadimitriou | The Complexity of Computing a Nash Equilibrium                                                                                    |
| 2012  | Benjamin Edelman Michael Ostrovsky Michael Schwarz Hal Varian   | Internet Advertising and the Generalized-Second Price Auction: Selling Billions of Dollars worth of Keywords et Position Auctions |
| 2016  | Tim Roughgarden                                                 | Intrinsic Robustness of the Price of Anarchy                                                                                      |